# غوستافو مارتينيز (دراج)
غوستافو مارتينيز (بالإسبانية: Gustavo Martínez)‏ هو دراج غواتيمالي، ولد في 2 يوليو 1932.

## وصلات خارجية
- غوستافو مارتينيز على موقع أوليمبيديا (الإنجليزية)